# Maniobra de flanco
Una  maniobra de flanco  o  ataque envolvente  es una táctica militar ofensiva, cuyo objetivo es eludir las alas de las posiciones enemigas, atacando los flancos (lados) o la parte trasera.

## Ventajas
Algunos de las principales ventajas de esta maniobra son:
- Evitar las principales defensas del enemigo.
- Oportunidad de concentrar las propias fuerzas sobre la fracción de las tropas enemigas en el flanco que es atacado.
- Posibilidad de causar sorpresa táctica.
- Posibilidad de aislar al enemigo por la retaguardia, lo que altera sus líneas de comunicaciones y el flujo de suministros y refuerzos.
- Posibilidad de cortar las vías de retirada del enemigo, evitando que se escape.

Asaltando las posiciones enemigas lateralmente, el atacante abre la posibilidad de utilizar  fuego en rosca  (fuego direccionado longitudinalmente hacia la línea enemiga, lo que se conoce en inglés como Enfilade Fire raking Fire) y rodear el flanco del defensor.

## Riesgos
Si no hay equilibrio de poder, el movimiento de flanqueo es una opción táctica que es arriesgada para el atacante. Para evitar la exposición de su propia retaguardia y no revelar sus intenciones, el atacante está en general obligado a dividir sus fuerzas, utilizando una parte en el movimiento de flanco, mientras que la otra mantiene el bloqueo de la parte frontal del oponente. Esto es contrario al principio de la concentración de fuerza, y da a un enemigo bien preparado la posibilidad de hacer frente a cada grupo por separado.
Además, las tropas empleadas en el movimiento de flanco se ven obligadas a separarse de su propia retaguardia, y corren el riesgo de tener sus líneas de retirada bloqueadas.

## Medidas de defensa contra el ataque envolvente

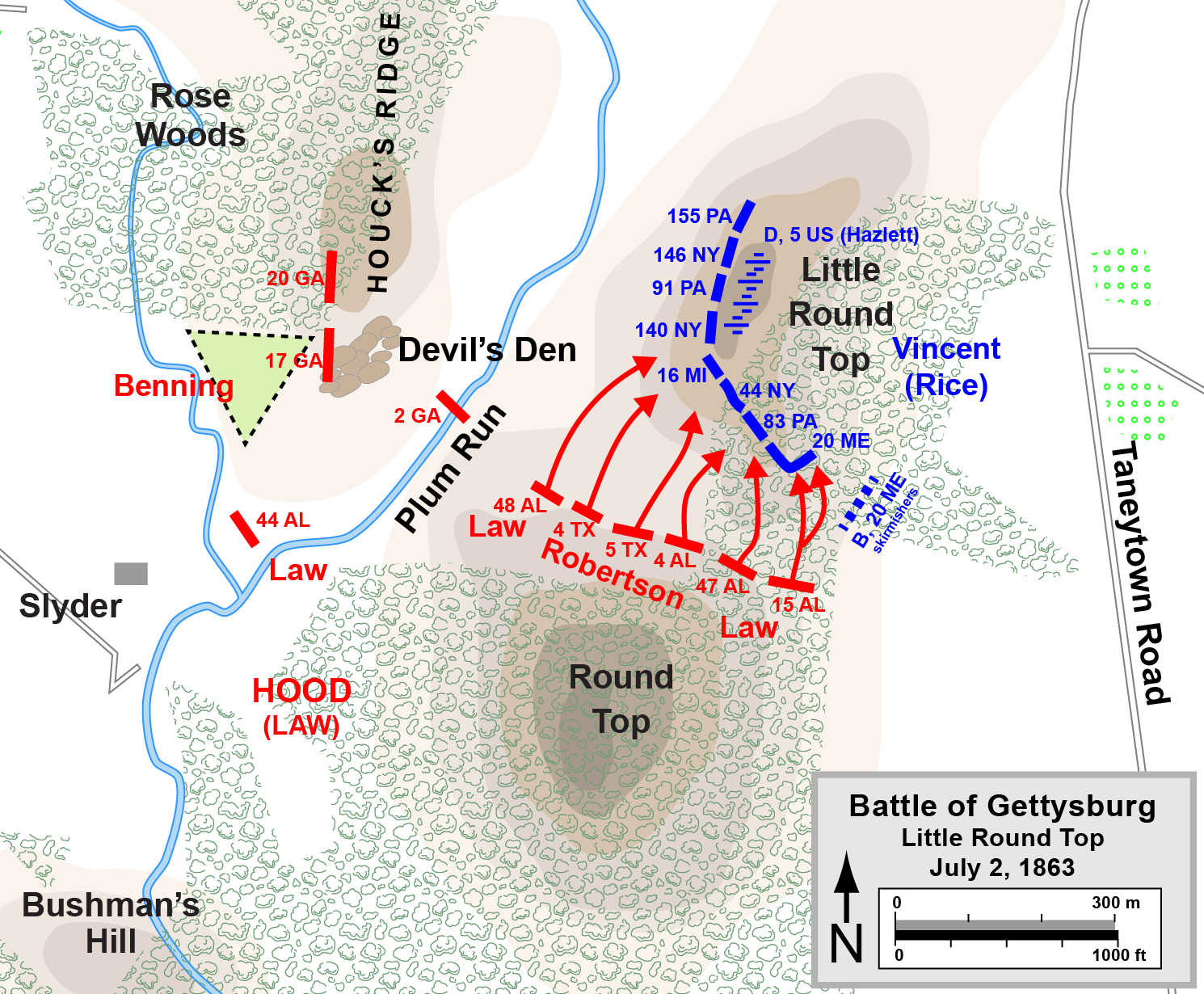
Batalla de Gettysburg, asalto final en Little Round Top. En rojo, división confederada de John Bell Hood. En azul, la brigada de los federales de Strong Vicente. Los confederados del 15 de Alabama realizan una maniobra de ataque envolvente. El federales del 20 de Maine rechazan el ataque con éxito, formando un angle en su línea defensiva

Los comandantes militares tienen algunas medidas preventivas, que pueden prevenir o disminuir la eficacia de un ataque por el flanco. Estas incluyen:
- Establecer puntos de observación y enviar patrullas para recibir un aviso rápido del ataque.
- «Anclar» los flancos en barreras naturales como montañas y ríos. La tarea del atacante será mucho más difícil si tiene que hacer el asalto por encima de la montaña o a través de un curso de agua.
- Mantener a las tropas de reserva para la parte posterior, a punto para reforzar el ataque por el flanco.
- Organizar las defensas en profundidad, y no todas ellos situadas en una única línea.
- Preparar posiciones defensivas secundarias detrás de las líneas principales de la defensa, donde se puede retroceder si la defensa principal no puede ser sostenida.
- Preparar posiciones defensivas junto a las alas, específicas para enfrentar el ataque envolvente.
- Simplemente destinar más tropas y armas a los flancos.

Una vez el flanco ha sido atacado, el comandante defensor tiene varias opciones tácticas. Algunas de ellas son:
- Cambiar parcial o totalmente de frente, girando en la dirección del ataque. Esta maniobra se conoce como «rechazar el flanco».
- Reforzar el ataque por el flanco, con tropas de reserva o de las partes que no están siendo atacadas.
- Retirar toda la línea defensiva en posiciones secundarias, detrás de la principal. Como resultado, se puede intentar un contraataque.